# Bennett Park

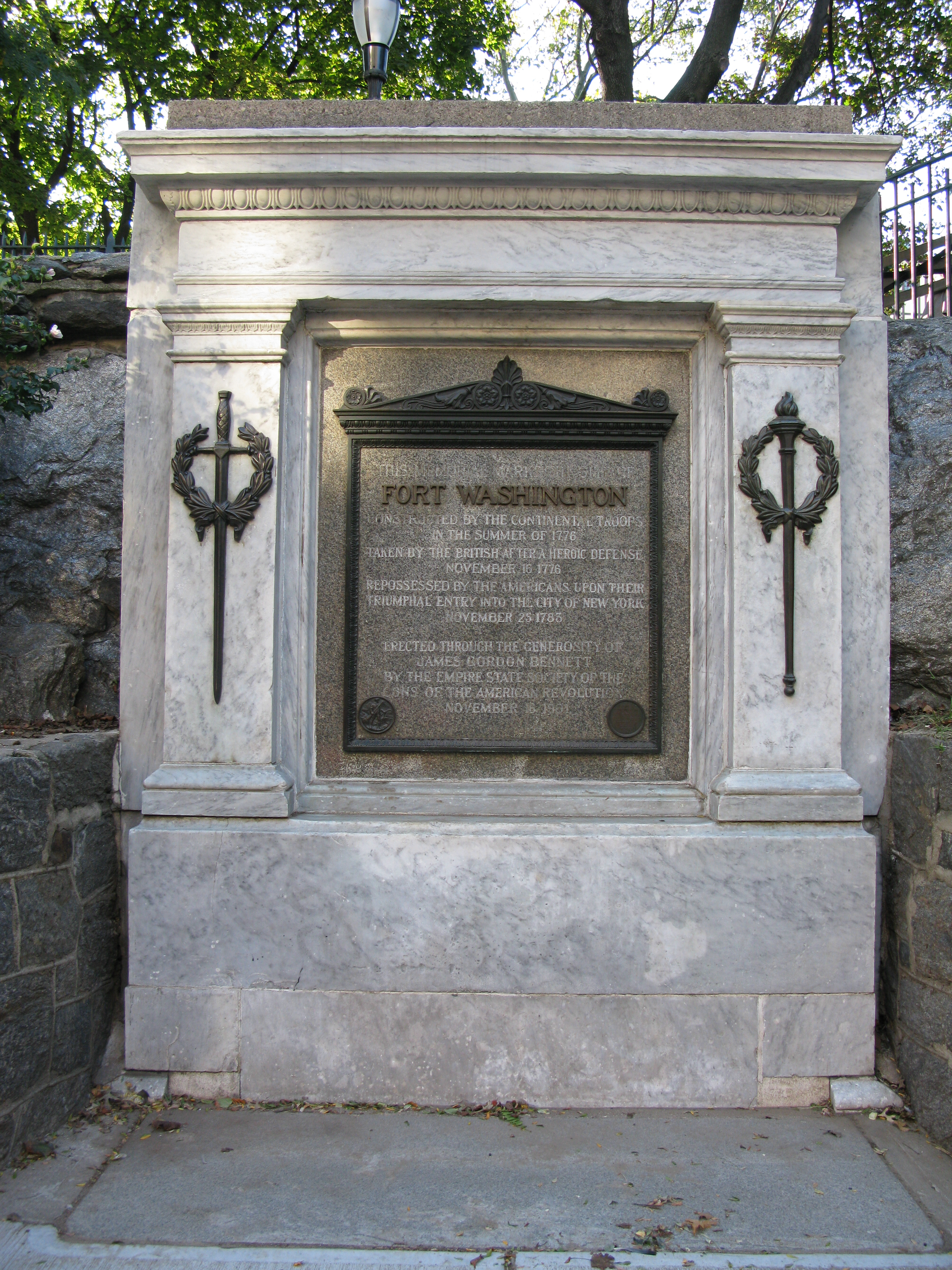
Placa commemorativa del setge del Fort Washington

El James Gordon Bennett Park és un parc públic de Nova York. Està situat al barri de Washington Heights i construït sobre l'emplaçament de l'antic Fort Washington, on l'exèrcit continental va fer fracassar les tropes britàniques el 1776. Al cor del parc, s'hi troba un aflorament d'esquist de Manhattan. El Bennett Park correspon al punt més alt de Manhattan amb una altitud de 80,77 metres sobre el nivell del mar, i un monument de pedra situat al parc marca aquesta particularitat.